# 더 지니어스
《더 지니어스》(영어: The Genius)는 대한민국의 리얼리티 게임쇼 텔레비전 프로그램 시리즈로 2013년 4월 26일에 방영을 시작해 현재 4번째 시즌인 더 지니어스: 그랜드 파이널까지의 방영이 마무리되었다. 시즌 1 더 지니어스: 게임의 법칙에서는 홍진호가, 시즌 2 더 지니어스: 룰 브레이커에서는 이상민이, 시즌 3 더 지니어스: 블랙가넷과 시즌 4 더 지니어스: 그랜드 파이널에서는 장동민이 우승을 차지하였다.

## 개요
더 지니어스는 각 시즌마다 총 12화로 구성되며 제작진이 방송인 섭외하거나 일반인 시험과 면접을 통해 뽑힌 13명의 출연진들이 각 화마다 주어진 게임을 벌여 한 명씩 탈락해 마지막까지 살아남는 사람이 최종 우승하는 게임 리얼리티 방송 프로그램이다.
기존 대한민국의 예능과는 달리 출연진에게 카메라를 보이지 않게 하고 CCTV 등을 달아두어 관찰형 리얼리티 방식으로 촬영을 하는데 이는 출연진들의 게임에 대한 몰입도를 높이는 차별점을 가져오고 있다. 각 게임에서 참가자들이 게임에 다가가는 방법과 전략을 보며, 다양한 인간 상을 살펴볼 수 있다. 본 프로그램과 별도로 스핀오프 프로그램인 《눈치왕》이 2015년 1월 파일럿 방송을 한 적이 있었다.

## 고정 출연

### 주최자
매 화 마다 얼굴에 붕대를 감고 두 손을 턱에 괴며 각 게임방법을 설명하는 모습으로 등장하며 본래 명칭은 '주최자'이나 붕대를 감고 있는 모습에서 '붕대맨'이라는 별칭이 있다. 더 지니어스의 상징과 같은 존재로 카메라 밖에서 도전자들의 일거수일투족을 관찰하는 존재로 그려지며 더 지니어스의 긴장감을 더하는 요소로 여겨진다. 부유한 집안에서 살았었으나 사고로 가족을 모두 잃고 얼굴이 온통 흉터로 남아 붕대를 감고 있으며 그 후 세상을 등지게 됐다는 설정이 있다.
실제로는 더 지니어스 정종연 PD가 밝히길 더 지니어스의 조연출이 분장하고 목소리는 아마추어 연극배우가 담당한 것으로 한번 돌려서 촬영한 것을 여러 번 쓰고 있는 것이라고 한다. 손을 턱에 괴고 있는 모습은 신세기 에반게리온의 이카리 겐도가 손을 괴고 있는 모습을 오마주 한 것이다. 당시 조연출은 현재 더 지니어스에서 하차한 상태이며 지금 조연출은 다른 사람이다.

### 보조
더 지니어스에 등장하는 보조(딜러)는 3명 등장하며 모두 현직 강원랜드, Seven Luck 의 딜러이다. 게임을 진행하며 게임에 관한 규칙에 질문이 있을 때 대답해주는 사람으로 등장한다.
- 홍지연
- 윤철현
- 최병운

## 기본 규칙
메인메치와 데스매치를 치러, 데스매치에서 탈락하며 맨 마지막 화까지 살아남은 사람이 최종 우승하며 상금을 가져간다. 메인매치는 각 화마다 다른 게임으로 구성되며 메인매치의 최하위자는 메인매치의 우승자와 우승자가 지목한 출연자를 제외한 나머지 출연자 중 자신과 데스매치를 치를 출연자를 지목하여 이 매치에서 패배한 사람은 최종 탈락하게 된다. 각 시즌마다 데스매치를 면제받을 수 있는 규칙도 있는데 시즌 2에서는 세트장에 숨겨져 있는 불멸의 징표를 찾아 사용할 경우 자신을 대신해 데스매치에 갈 사람을 지목할 수 있고 시즌 3의 경우 데스매치에서 승리해 살아남거나 메인매치에서 지정하는 규칙에 따라 블랙가넷을 3개 모으면 데스매치에 지목받을 때 블랙미션을 할 수가 있는데 이 블랙미션을 성공하면 자신을 대신해 데스매치에 갈 사람을 지목할 수 있는 규칙이 있었다. 최종 상금은 하나 당 100만원으로 환산되는 가넷으로 결정되는 데 이 또한 각 화의 메인매치에서 지정되는 규칙에 따라 모을 수 있으며 결승전까지 살아남은 두 명의 가넷의 총 합계가 최종 상금이 된다. (시즌4에서는 TOP3의 가넷의 총합이 상금이 되었다. )

## 역대 우승자
| 회차 | 방송명                    | 우승   | 스코어 | 준우승 | 우승상금     | 1회전      | 2회전         | 3회전           |
| ---- | ------------------------- | ------ | ------ | ------ | ------------ | ---------- | ------------- | --------------- |
| 1    | 더 지니어스 게임의 법칙   | 홍진호 | 2 : 0  | 김경란 | 7900만원     | 인디언포커 | 결! 합!       | 같은그림찾기    |
| 2    | 더 지니어스 룰 브레이커   | 이상민 | 2 : 1  | 임요환 | 6200만원     | 인디언홀덤 | 진실탐지기    | 콰트로          |
| 3    | 더 지니어스 블랙 가넷     | 장동민 | 2 : 1  | 오현민 | 6000만원     | 십이장기   | 같은숫자찾기  | 베팅 가위바위보 |
| 4    | 더 지니어스 그랜드 파이널 | 장동민 | 2 : 0  | 김경훈 | 1억 3200만원 | 숫자장기   | 미스터리 사인 | 베팅 흑과 백    |

게임의 법칙과 그랜드 파이널은 2회전에서 2:0으로 결승전이 종료되어 3회전 게임이 진행되지 않았다.

## 표절 논란
방송 포맷, 컨셉, 연출에 대해서는 라이어 게임 (2007년 드라마)을, 일부 게임에 대해서는 라이어 게임 및 도박묵시록 카이지를 표절했다는 논란이 있다. 더 지니어스 제작진측은 포맷에 대해서는 장르의 유사성이며 도박묵시록 카이지 게임에 대해서는 변형을 하였을 뿐 표절이 아니다 라는 입장을 밝혔다. 하지만 라이어 게임의 자체적인 게임의 룰을 도용했다는 논란에 대해서는 해명을 하지 않았고, 장르의 유사성을 운운하는 더 지니어스 제작진들의 해명에 대해 납득할 수 없다는 반론이 있다. 더 지니어스 제작진이 표절을 극구 부인하고 있지만 여러 대중들과 기자, 대중문화평론가, 칼럼니스트들은 표절이 맞다는 판단을 내리고 있다.
일부에서는 라이어 게임의 판권을 사서 만든게 아닌가 하는 추측을 하였지만 더 지니어스 제작진이 직접 특정 작품의 판권을 산 프로그램이 아니라는 것을 직접 밝혔다. 또한 이후 2014년 tvN에서 라이어 게임을 리메이크한 드라마를 방영하고 나서 판권 문제가 해결된것이 아니냐는 추측이 있었지만 라이어 게임의 판권을 사고 제작 기획을 한 것은 2011년에 CJ E&M, 아폴로픽쳐스, 판타지오 및 류용재 작가에 의해 진행되었으며 CJ E&M의 이혜영 PD는 라이어 게임 원작 만화의 판권은 방송사인 tvN이 아닌 제작사인 아폴로픽쳐스가 모두 보유하고 있다고 언급하면서 더 지니어스의 라이어 게임 표절 논란은 시리즈가 종결된 현재까지도 해소되고 있지 않고있다.

## 해외 판권 수출
- 2013년 프랑스 : 프랑스 칸에서 주최되는 '밉포맷(MIP Format)'에서 더 지니어스를 수출하였다.[13]
- 2014년 1월 네덜란드 : 미국 플로리다주 마이애미에서 열린 미국방송제작자연맹이 주최하는 제 51회 ‘2014 NATPE’ 마켓을 통해 네덜란드에서 '더 지니어스'의 콘텐츠 포맷 판매 계약을 맺었다.[14]
- 2014년 4월 프랑스 : 영상마켓 밉티비(miptv) 2014에서 엔데몰(endemol), 프리멘틀(freemantle) 등 세계 유수의 포맷제작사들에게 1,400만 달러 판매로 판매하였다.[15]
- 2014년 10월 프랑스 : 프랑스어권 국가에 방송 프로그램을 공급하는 회사인 '프리멘틀미디어 프랑스(FremantleMedia France)'과 계약을 채결했다.[16]
- 2015년 6월 영국 : 영국으로도 판권 계약이 채결되었다.[17]
- 2015년 12월 싱가포르 : 싱가포르에서 주최되는 'Asian Television Awards(아시안 텔레비전 어워즈, ATA)'에서 '최고의 게임/퀴즈 프로그램상(Best Game or Quiz Program)' 부문에서 수상의 영예를 차지했다.[18]

## 미디어 믹스

더 지니어스 보드 게임

더 지니어스: 그랜드 파이널 2화 메인 매치로 등장한 〈호러 레이스〉를 기반으로 한 보드 게임이 존재한다.